# Macy’s
Macy’s — американская сеть универмагов, основанная в 1858 году Роулендом Хасси Мейси. Флагманский универмаг Macy's Herald Square на 34-й улице в Манхэттене считается одной из самых притягательных для туристов достопримечательностей Нью-Йорка наряду со статуей Свободы и зданием Эмпайр-стейт-билдинг.
В начале 2025 года сеть Macy’s насчитывала 450 торговых точек. Магазины сети ориентированы на торговлю одеждой и обувью, также в магазинах продаётся мебель, товары для дома, постельные принадлежности, украшения, косметика.
Магазины сети Macy’s считаются одними из первых, в которых одежда развешена по размерам. Также Macy’s известен как магазин, определивший дату Дня Благодарения, отмечающегося в США каждый год в четвёртый четверг ноября: начиная с 1924 года в этот день в Нью-Йорке проходит Парад дня благодарения Macy’s, телевизионная трансляция которого длится с самого утра. Вокруг этого парада и универмага Macy’s на 34-й улице вращается сюжет популярного рождественского фильма «Чудо на 34-й улице». Парад простирается на 4 километра. На улицы города выходят свыше трех миллионов человек. Каждый год в нём участвуют около 8000 добровольцев. На нескольких платформах можно увидеть воздушные шары в виде известных мультипликационных персонажей, там проходят представления, выступают акробаты. В параде также принимают участие сотни клоунов, множество музыкальных коллективов и оркестров, звезды американского кино и телевидения, певцы и исполнители, а также спортсмены.

## История
Компанию основал Роуленд Мейси в 1858 году; это была его пятая попытка открыть магазин, предыдущие заканчивались банкротством. В своём новом магазине Мейси решил не продавать товары в кредит, а работать только за наличные, эта практика применялась в Macy’s вплоть до 1950-х годов. К 1870 году продажи магазина достигли 1 млн долларов, в нём можно было купить галантерейные товары, постельное бельё, полотенца, импортные сувениры, бижутерию, столовое серебро, фарфор и часы.
Мейси умер в 1877 году, после этого компания несколько раз меняла владельца и к 1896 году перешла под контроль Лазаруса Штрауса и его сыновей, которые были основными поставщиками фарфора для универмага Мейси. Штраусы расширили ассортимент коврами, мебелью, дорогими письменными принадлежностями, велосипедами и музыкальными инструментами. Также Штраусы первыми начали применять неокругленные цены (напр., $4,99 вместо $5). В 1902 году был открыт новый универмаг на 34-й улице в Нью-Йорке — Macy's Herald Square; он стал самым большим магазином в мире и обошёлся владельцам в 4,5 млн долларов. В первый же год продажи составили 11 млн долларов, а к 1918 году выросли до 36 млн. В 1920-х годах компания R.H. Macy & Co. начала приобретать универмаги в других городах США, в частности, в 1929 году была куплена сеть Bamberger's, которая базировалась в Ньюарке (Нью-Джерси), в 1945 году был куплен первый универмаг на Западном побережье — O’Connor, Moffat & Co. в Сан-Франциско. К концу 1940-х годов Macy’s стала самой большой сетью универмагов в США.
В 1950-х годах популярность Macy’s начала падать, 1952 год компания впервые в своей истории закончила с убытком. В 1960-х годах основными центрами деятельности были сети Macy’s в Нью-Йорке и Калифорнии и сеть Bamberger’s в Нью-Джерси. Новый период расцвета компании пришёлся на вторую половину 1970-х годов под руководством Эдуарда Филькенштайна (Edward Finkelstein); сеть универмагов была модернизирована, в первую очередь, флагманский магазин в Нью-Йорке, где подвальный этаж уценённых товаров был превращён в галерею бутиков и ресторанов. В 1980-х годах были открыты новые универмаги в Техасе, Флориде и других штатах.
В 1984 году 96 универмагов Macy’s принесли выручку более 4 млрд долларов. Хотя в следующем году выручка выросла до 4,37 млрд долларов, прибыль начала падать, всед за ней снизился курс акций компании. В 1986 году Филькенштайн и 350 членов высшего менеджмента провели обратный выкуп акций. В 1988 году у Federated за 1 млрд долларов были куплены 2 сети универмагов, Bullocks-Wilshire и I. Magnin. В результате этого приобретения и выкупа акций у компании образовался долг более 4 млрд долларов. Из-за экономического спада в США продажи а конце 1980-х годов начали падать. В начале 1990-х годов компания уже не могла обслуживать свой долг и 27 января 1992 года объявила о банкротстве. В декабре 1994 года суд по делам о банкротствах одобрил продажу Macy’s компании Federated Department Stores, одному из основных конкурентов. В результате поглощения под управлением Federated оказалось 300 универмагов в 26 штатах с общим оборотом 13 млрд долларов. После этого Federated начала переводить другие сети на название Macy’s. В 2007 году Federated Department Stores сменила название на Macy’s, Inc.